# Vasilikí (ort i Grekland, Epirus)
Vasilikí (Vasiliki) är en ort i Grekland. Den ligger i prefekturen Nomós Ioannínon och regionen Epirus, i den centrala delen av landet, 300 km nordväst om huvudstaden Aten. Vasilikí ligger 598 meter över havet och antalet invånare är 486.
Terrängen runt Vasilikí är varierad.Runt Vasilikí är det ganska glesbefolkat, med 35 invånare per kvadratkilometer. Närmaste större samhälle är Ioánnina, 8,5 km väster om Vasilikí. Trakten runt Vasilikí består till största delen av jordbruksmark.